# Дуб-велетень (Бершадь)
Дуб велетень — ботанічна пам'ятка природи місцевого значення. Розташована у м. Бершадь Вінницької області на території центрального міського парку. Дуб-велетень занесений до реєстру територій і об'єктів заповідного фонду Вінницької області. 
Свій статус дуб отримав на підставі рішення Вінницького облвиконкому № 371 від 29.08.1984 р. Орієнтовний вік дуба — понад 300 років. Висота дуба — 24-25 метрів а діаметр стовбура — 160—170 см.